# Cittadinanza monegasca
La cittadinanza monegasca è la condizione della persona fisica alla quale l'ordinamento giuridico del Principato di Monaco riconosce la pienezza dei diritti civili e politici. Essa si acquisisce per filiazione, matrimonio, adozione o naturalizzazione.
Il fatto di essere residenti o nati a Monaco non dà diritto all'acquisizione della cittadinanza monegasca, come avvenuto in passato. Solo i bambini nati a Monaco da genitori ignoti diventano monegaschi per nascita sul territorio. Si tratta del solo caso in cui la legge monegasca ricorra al diritto del suolo dato che viene strettamente utilizzato il diritto di sangue, come precisato nella Costituzione e nella legge in vigore.
I residenti a Monaco beneficiano di condizioni fiscali vantaggiose, quali l'assenza totale di ogni imposizione diretta, a eccezione dei residenti di cittadinanza francese che devono soggiacere alla tassazione francese in seguito alla convenzione fiscale del 18 maggio 1963. Da qui deriva il notevole interesse a ottenere questa cittadinanza e i suoi diritti.

## Filiazione
Secondo l'articolo 1 della Legge sulla cittadinanza, il nato da padre monegasco è monegasco.
Per quanto riguarda la trasmissione della cittadinanza da parte materna, la disciplina legislativa è più complessa; diventa infatti cittadino monegasco nel giorno della nascita chi è nato:
- da madre nata monegasca che possedeva ancora la cittadinanza al momento della nascita;
- da madre monegasca avente un ascendente nato monegasco;
- da madre monegasca che ha acquisito la nazionalità monegasca per naturalizzazione, per reintegrazione o per opzione in applicazione della legge numero 964 dell'8 luglio 1975;
- da madre che ha acquisito la cittadinanza monegasca a seguito di dichiarazione preceduta da adozione semplice.

## Adozione
Lo straniero adottato nella forma legittimante acquisisce la cittadinanza monegasca nelle stesse condizioni di un figlio biologico.
Lo straniero adottato in forma semplice può acquisire la cittadinanza per opzione durante la minore età, secondo l'art. 2.

## Matrimonio
Il matrimonio di un/a monegasco/a non ha effetti sulla sua cittadinanza. In ogni caso, però, la moglie può rinunciare alla cittadinanza monegasca nel caso in cui acquisisca la cittadinanza del marito. Lo sposo o la sposa di un/a monegasco/a può ricevere la cittadinanza per dichiarazione in seguito a un periodo di 10 anni a partire dalla data di celebrazione del matrimonio a condizione che:
- la comunione di vita col congiunto monegasco non sia cessata al momento della richiesta, eccezion fatta per la vedovanza non seguita da secondo matrimonio;
- il congiunto non abbia acquisito la cittadinanza per effetto di un precedente matrimonio;
- questa acquisizione volontaria non abbia l'effetto di far perdere la cittadinanza d'origine in applicazione della legge straniera o di altra convenzione;
- il congiunto monegasco abbia conservato la relativa cittadinanza.

## Naturalizzazione
La naturalizzazione si ottiene per decisione sovrana del Principe di Monaco. I criteri d'ammissione necessari per la richiesta sono la residenza sul territorio di almeno 10 anni dalla maggiore età di 18 anni, l'essere in regola con il servizio militare del paese d'origine e la rinuncia alla cittadinanza precedente.
La decisione del principe è determinante e a sua sola discrezione. Si tratta infatti non di un diritto, ma di un favore. Vengono consultati vari uffici governativi monegaschi, nonché le autorità francesi in caso di decisione positiva. Nel 2010, solo sette domande su 400 hanno avuto successo.

## Reintegrazione della cittadinanza
Il reintegro può avvenire a insindacabile giudizio principesco.